# التحريض على الإبادة الجماعية

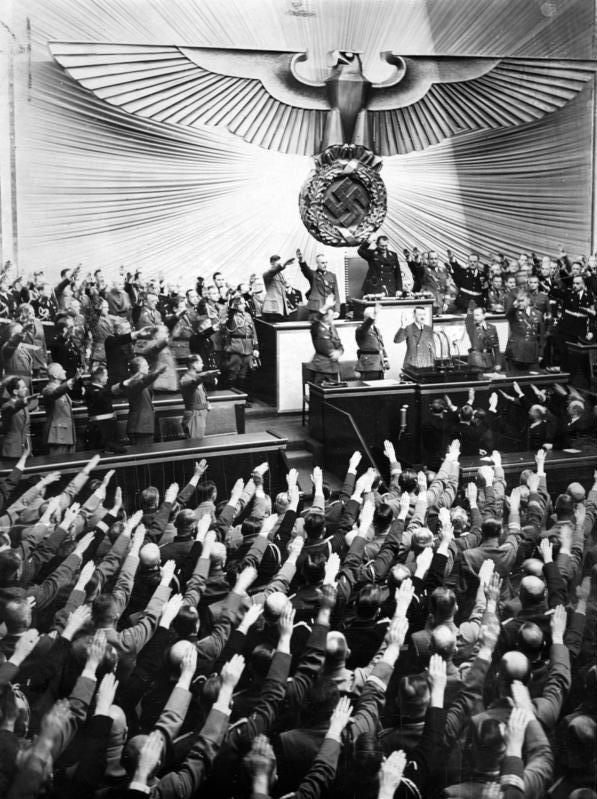
يقوم الجمهور بأداء التحية النازية أثناء خطاب أدولف هتلر في خطاب الرايخستاغ 30 يناير 1939، والذي هدّد فيه "بإبادة العرق اليهودي في أوروبا!"

يعتبر التحريض على الإبادة الجماعية جريمة بموجب القانون الدولي الذي يحظر التحريض (التشجيع) على ارتكاب الإبادة الجماعية. التحريض على الإبادة الجماعية هو شكل متطرف من أشكال خطاب الكراهية، ويُعدُّ جريمة غير مكتملة ويخضع نظريًا للملاحقة القضائية حتى لو لم تحدث إبادة جماعية، على الرغم من أنه لم يتم توجيه اتهامات أبدًا في محكمة دولية دون حدوث عنف جماعي. "التحريض المباشر والعلني على ارتكاب الإبادة الجماعية" محظور بموجب اتفاقية الإبادة الجماعية لعام 1948. إن التحريض على الإبادة الجماعية غالبًا ما يكون مخفيًا في الاستعارات والتعبيرات المخففة، وقد يأخذ أشكالًا عديدة تتجاوز الدعوة المباشرة، بما في ذلك نزع الصفة الإنسانية والاتهام في المرآة [الإنجليزية].

## تعريفات
"التحريض المباشر والعلني على ارتكاب الإبادة الجماعية" محظور بموجب اتفاقية الإبادة الجماعية (1948)، المادة 3 (ج). إذا تم ارتكاب جريمة إبادة جماعية، فيمكن أيضًا مقاضاة التحريض باعتباره تواطؤًا في جريمة إبادة جماعية، وهو الأمر المحظور في المادة 3 (هـ)، دون أن يكون التحريض بالضرورة مباشرًا أو علنيًا.

### التحريض
يدلّ التحريض على تشجيع شخص آخر على ارتكاب جريمة، في هذه الحالة الإبادة الجماعية. يتم تفسير اتفاقية الإبادة الجماعية بشكل عام على أنها تتطلب وجود نية التسبب في الإبادة الجماعية لمقاضاة التحريض.

### "المُباشر"
يدلّ "التحريض المُباشر" (Direct) أن الخطاب يجب أن يكون مقصودًا ومفهومًا على أنه دعوة لاتخاذ إجراءات ضد المجموعة المستهدفة، وهو ما قد يكون من الصعب إثباته بالنسبة للمدعين العامين بسبب الاختلافات الثقافية والفردية. ويشير ويلسون إلى أن "المباشر" لا يستبعد بالضرورة التعبيرات الملطفة (انظر أدناه)، "إذا كان الادعاء قادرًا على إثبات أن الغالبية العظمى من المستمعين فهموا الشكل الملطف للخطاب على أنه دعوة مباشرة (وليس دعوة ملتوية أو غير مباشرة أو مبطنة) لارتكاب الإبادة الجماعية". ويشير الباحث الأمريكي في الإبادة الجماعية غريغوري غوردون، إلى أن أغلب أشكال التحريض لا تأخذ شكل الأمر الإلزامي بقتل المجموعة المستهدفة (انظر أدناه)، ويوصي بأن "يتم نسج قائمة بأساليب التحريض في الأحكام القضائية".
وتوصلت المحكمة الجنائية الدولية لرواندا والمحكمة الجنائية الدولية ليوغوسلافيا السابقة إلى استنتاجات مختلفة بشأن مقاضاة التحريض. ووفقاً للمحكمة الجنائية الدولية لرواندا، فإن التحريض لا يتطلب دعوة صريحة إلى العنف ضد المجموعة المستهدفة أو العنف اللاحق المرتبط به بشكل سببي. توصلت المحكمة الجنائية الدولية ليوغوسلافيا السابقة إلى استنتاج معاكس في "قضية المدعي العام ضد كورديتش"، وذلك لأن "خطاب الكراهية الذي لا يدعو مباشرة إلى العنف... لم يرتق إلى نفس مستوى الخطورة" مثل الجرائم ضد الإنسانية.

### "العلني"
يعتبر التحريض "علنياً" (Public) "إذا تم توجيهه إلى عدد من الأفراد في مكان عام أو إلى أفراد من السكان بشكل عام من خلال وسائل مثل وسائل الإعلام الجماهيرية". ومع ذلك، فإن اتفاقية الإبادة الجماعية لم تحدد مطلقًا مصطلح "عام" ومن غير الواضح كيف ينطبق المعيار على التقنيات الجديدة، مثل وسائل التواصل الاجتماعي التي تدعمها الإنترنت. أُدين جان بوسكو بارايغويزا من قبل المحكمة الجنائية الدولية لرواندا بسبب الخطب التي ألقاها عند حاجز طريق، ولكن في الاستئناف قضت المحكمة بأن هذه الخطب لا تعتبر علنية.

### السببية
يعتبر التحريض على الإبادة الجماعية جريمة غير مكتملة، حيث يمكن مقاضاة مرتكبها حتى لو لم تقع الإبادة الجماعية فعلاً. ومع ذلك، يكتب جوردون أن "لم تقم أي محكمة دولية قط بمحاكمة التحريض في غياب إبادة جماعية لاحقة أو أي فظائع واسعة النطاق ذات صلة مباشرة". وأشار ويلسون إلى أن الحكم الصادر ضد جان بول أكايسو "يبدو أنه يرفع السببية إلى مستوى المتطلبات القانونية لإثبات التحريض"، حيث ذكر أنه "يجب أن يكون هناك دليل على وجود صلة سببية محتملة" بين التحريض المزعوم والقتل. وأكدت المحاكم أن التحريض أدى إلى العنف، حتى عندما لم يثبت ذلك بشكل قاطع من قبل الادعاء.
ويوضح ديفيز أربع فوائد للنهج غير المكتمل والمنفصل لمقاضاة التحريض، بدلاً من مقاضاة التحريض كجزء من جريمة الإبادة الجماعية:
1. تجنب المهمة الصعبة المتمثلة في إثبات العلاقة السببية بين التحريض والعنف،
2. السماح بمحاكمة الأشخاص بتهمة المساعدة والتحريض على التحريض،
3. السماح بمحاكمة التحريض على الإبادة الجماعية حتى عندما لا يمكن إثبات أن العنف الناتج كان إباديًا (على سبيل المثال، بدلاً من جرائم الحرب أو الجرائم ضد الإنسانية)،
4. تمكين منع الإبادة الجماعية من خلال محاكمة التحريض، مما يعمل كعامل رادع للإبادة الجماعية.[17]

### قضايا حرية التعبير
إن تعريف التحريض على الإبادة الجماعية أمر مهم لأنه قد يتعارض مع حماية حرية التعبير. وفي قضية ليون موغيسيرا، قضت محكمة الاستئناف الفيدرالية الكندية بأن خطابه الذي ألقاه عام 1992 والذي زعم فيه أن الهوتو على وشك أن "يبادوا على يد الإينيينزي أو الصراصير" كان محمياً بحرية التعبير وأن موضوعات خطابه كانت "الانتخابات والشجاعة والحب". وفي وقت لاحق، قضت المحكمة العليا الكندية بأن "هناك أسبابًا معقولة للاعتقاد بأن السيد موغيسيرا ارتكب جريمة ضد الإنسانية". لقد استخدم بعض الدكتاتوريين والقادة الاستبداديين تفسيرات واسعة للغاية لـ "التحريض" أو جرائم التعبير من أجل سجن الصحفيين والمعارضين السياسيين.
وزعم جوردون أن فوائد حرية التعبير لا تنطبق على المواقف التي تحدث فيها أعمال عنف جماعية لأن "سوق الأفكار" قد أغلقت على الأرجح أو لم تعد تعمل على النحو اللائق". وبالتالي، فمن المبرر تقييد حرية التعبير التي لا يعاقب عليها القانون عادة. تعترف سوزان بينيش، وهي مدافعة عن حرية التعبير، بأن أحكام حرية التعبير تهدف إلى حماية حرية التعبير الخاصة في حين أن معظم أو كل جرائم الإبادة الجماعية تتم برعاية الدولة. لذلك، في رأيها، ينبغي لمقاضاة التحريض على الإبادة الجماعية أن تأخذ في الاعتبار سلطة المتحدث وما إذا كان من المحتمل أن يقنع الجمهور. وقد لاحظ ريتشارد آشبي ويلسون أن أولئك الذين حوكموا بتهمة التحريض على الإبادة الجماعية والجرائم الدولية ذات الصلة "تجاوزوا مجرد الإهانة والتشهير والقذف إلى تحريض الآخرين على ارتكاب فظائع جماعية. فضلاً عن ذلك فإن أقوالهم تأتي عادة في سياق صراع مسلح وإبادة جماعية وهجوم واسع النطاق أو منهجي على السكان المدنيين".

### تعريفات بديلة
اقترح مؤلفون مختلفون تعريفات وتفسيرات بديلة. ففي اختبار "العواقب المحتملة المعقولة" ذي الستة محاور الذي وضعه بينيش، فإن التوصل إلى نتيجة مفادها التحريض على الإبادة الجماعية يتطلب العنف كنتيجة محتملة للخطاب، وهو ما يتوافق مع الفقه القانوني القائم. يهدف "إطار عمل أبحاث الاتصالات" الذي أعدته كارول باولي إلى تحديد المواقف التي يمكن فيها انتهاك حرية التعبير بشكل مبرر من خلال التدخل في البث وغير ذلك من التدابير غير القضائية لمنع الإبادة الجماعية. وقد زعم جوردون ضرورة "إصلاح الإطار الحالي" من خلال إعادة تفسير أو تغيير عناصر التحريض والمباشرة والعامة والسببية. يفضل جوردون إزالة شرط أن يكون التحريض علنيًا، لأن "التحريض الخاص يمكن أن يكون مميتًا بنفس القدر، إن لم يكن أكثر، من التحريض العلني".

## الأنواع
أشارت سوزان بينيش إلى أن "المحرضين استخدموا تقنيات متشابهة بشكل لافت للنظر قبل الإبادة الجماعية، حتى في أوقات وأماكن مختلفة مثل ألمانيا النازية في ثلاثينيات القرن العشرين ورواندا في تسعينيات القرن العشرين". وقد صنف جوردون الأنواع التالية.

### الدعوة المباشرة
يشير جوردون إلى أن "الدعوات المباشرة إلى التدمير نادرة نسبيًا". في مايو 1939، كتب الداعية النازي يوليوس شترايشر "يجب شن حملة عقابية ضد اليهود في روسيا. حملة عقابية ستوفر لهم نفس المصير الذي يجب أن يتوقعه كل قاتل ومجرم. حكم الإعدام والإعدام. يجب قتل اليهود في روسيا. يجب إبادتهم من الجذور والفروع." في 4 يونيو 1994، بثّ كانتانو هابيمانا من (RTLM): "سنقتل الجبهة الوطنية الرواندية ونبيدهم" بناءً على خصائصهم العرقية المزعومة: "انظر فقط إلى أنفه الصغير ثم اكسرها". ويعتبر جوردون أن تعليقات الرئيس الإيراني محمود أحمدي نجاد في عام 2005 بأن إسرائيل "يجب أن تُمحى من على الخريطة " تُعدّ مثالاً على الدعوة المباشرة.

### التوقعات
وفي قضية وسائل الإعلام الرواندية، وُجِدَ أن بعض برامج البث التي بثتها إذاعة وتلفزيون التلال الألف الحرة (RTLM) والتي "تنبأت بالقضاء على الإينيينزي أو الصراصير" تشكل تحريضاً على الإبادة الجماعية. ومن الأمثلة على ذلك التصريح الذي أدلى به أناني نكورونزيزا على (RTLM) في 5 يونيو 1994: "أعتقد أننا نقترب بسرعة مما أسميه الفجر... الفجر، لأن الفجر بالنسبة للشباب الذين قد لا يعرفون هو الوقت الذي ينبلج فيه النهار. وبالتالي عندما ينبلج النهار، عندما يأتي ذلك اليوم، سنكون متجهين نحو مستقبل أكثر إشراقاً، نحو اليوم الذي سنتمكن فيه من القول "لم يتبق في البلاد شخص واحد من إينيينزي". وعندئذٍ سيُنسى مصطلح إينيينزي إلى الأبد، وسيختفي إلى الأبد".

### نزع الصفة الإنسانية

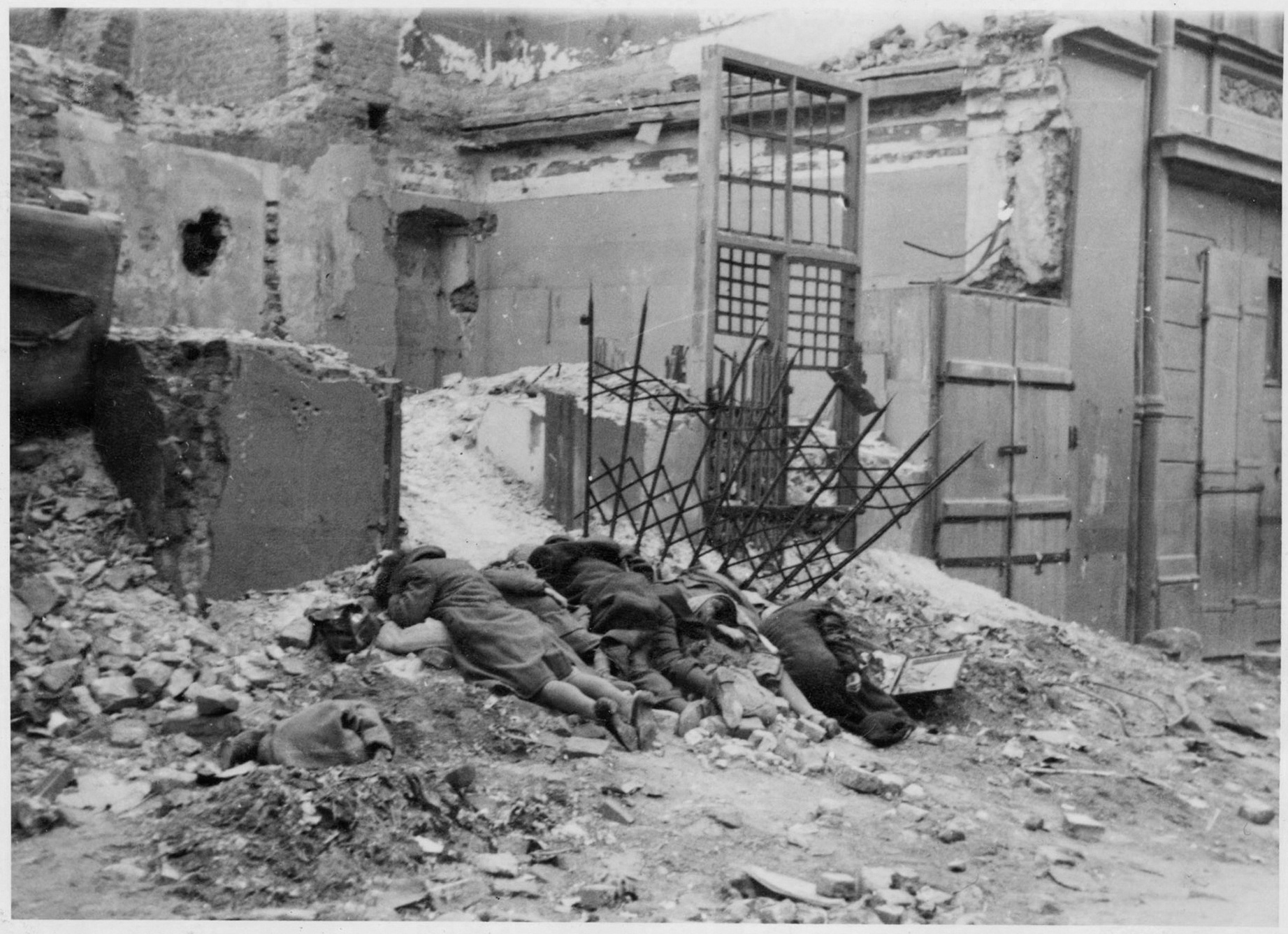
اليهود الذين قتلوا خلال انتفاضة غيتو وارسو ، والذين وصفهم تقرير ستروب بأنهم "قُطّاع طرق تم القضاء عليهم في المعركة"

وفقًا لجوردون، يمكن اعتبار "تصنيف الخصوم كآفات، وتوصيفها بأنها مرضية، وشيطنتها، وغيرها من أشكال نزع الصفة الإنسانية" تحريضًا على الإبادة الجماعية. وتصنف الإبادة الهدف على أنه شيء "يُعتبر القضاء عليه أمرًا طبيعيًا ومرغوبًا فيه". وهذا هو السبب في أن زعماء الهوتو وصفوا التوتسي في كثير من الأحيان بأنهم إينيينزي (صراصير). أقر جورج روجيو، أحد دعاة (RTLM)، بالذنب في التحريض على الإبادة الجماعية، معترفًا بأن وصف التوتسي بـ "إينيينزي" يعني تعيينهم "أشخاصًا يجب قتلهم". يكتب جوردون أن الشيطنة، مثل نزع الصفة الإنسانية، هي "خطاب مجازي شرير ولكنه أكثر شبهاً بالخيال و/أو مركزية الإنسان في طبيعته... [يركز] على الشياطين والمجرمين وغيرهم من الشخصيات الشريرة". إن إضفاء طابع المرض يعني تحديد الهدف باعتباره مرضًا. وفقًا للباحث في الإبادة الجماعية غريغوري ستانتن، فإن هذا "يستعير المصطلحات الطبية الزائفة لتبرير المذابح [وهو] يُحقّر الضحايا باعتبارهم مصادر للنجاسة والمرض، [مروجًا] للأخلاقيات الاجتماعية المعكوسة للجناة". حدد ستانتون dehumanization كأحد المراحل الثلاثة في المراحل الثمانية للإبادة الجماعية، مشيرًا إلى أن "التجريد من الإنسانية يتغلب على الاشمئزاز البشري الطبيعي من القتل". وبينما زعم ستانتون وآخرين بأن التجريد من الإنسانية هو شرط ضروري للإبادة الجماعية، اعتبر يوهانس لانغ أن دوره مبالغ فيه وأن أشكال الإذلال والتعذيب التي تحدث خلال الإبادة الجماعية تحدث بالضبط لأن إنسانية الضحايا معترف بها.

### الإتهام في المرآة
الاتهام في المرآة [الإنجليزية] (Accusation in a mirror) هو ادعاء كاذب يتهم الهدف بشيء يفعله الجاني أو ينوي القيام به. تم استخدام الاسم من قبل داعية رواندي مجهول في مذكرة نسبية حول دعاية التوسع والتجنيد. واستنادًا إلى أفكار جوزيف غوبلز (Joseph Goebbels)، أصدر تعليماته لزملائه "بأن ينسبوا إلى الأعداء بالضبط ما يخططون هم وحزبهم للقيام به". ومن خلال الاستعانة بالدفاع الجماعي عن النفس، يتم استخدام الدعاية لتبرير الإبادة الجماعية، تمامًا كما أن الدفاع عن النفس هو دفاع عن القتل الفردي. لاحظت سوزان بينيش (Susan Benesch) أنه في حين أن نزع الصفة الإنسانية "يجعل الإبادة الجماعية تبدو مقبولة"، فإن الاتهام في المرآة يجعلها تبدو ضرورية.
هذا التكتيك يشبه "التوقع الكاذب أنت أيضا (tu quoque)" (مغالطة منطقية تتهم الخصم بالنفاق). إنها لا تعتمد على ما يمكن اتهام العدو بارتكابه من أفعال خاطئة، بناء على المسؤولية الفعلية أو الصور النمطية، ولا تنطوي على أي مبالغة، بل هي بدلاً من ذلك مرآة دقيقة لنوايا الجاني نفسه. وتكمن نقطة الضعف في هذه الاستراتيجية في أنها تكشف عن نوايا الجاني، ربما قبل أن يتمكن من تنفيذ جريمته. وقد يؤدي هذا إلى تمكين التدخل لمنع الإبادة الجماعية، أو المساعدة في مقاضاة التحريض على الإبادة الجماعية. كتب كينيث إل. ماركوس أنه على الرغم من نقاط الضعف، فإن هذا التكتيك يستخدم في كثير من الأحيان من قبل مرتكبي الإبادة الجماعية (بما في ذلك النازيون، والصرب، والهوتو) لأنه فعّال. ويوصي بأن تنظر المحاكم إلى الاتهام الكاذب بالإبادة الجماعية من قبل مجموعة معارضة لتلبية الشرط "المباشر"، لأنه "نذير شبه ثابت للإبادة الجماعية".

### الكناية والاستعارة
غالبًا ما يعتمد الجُناة على التعبيرات الملطفة أو الاستعارات لإخفاء أفعالهم. أثناء الإبادة الجماعية في رواندا، كانت الدعوات إلى "الذهاب إلى العمل" تشير إلى مقتل التوتسي. في "قضية المدعي العام ضد نيراماسوهوكو وآخرين (2015)، طلب اثنان من المتهمين من آخرين "كنس التراب في الخارج". وقد قضت الدائرة الابتدائية في المحكمة الجنائية الدولية لرواندا بأن هذا كان تحريضاً على الإبادة الجماعية، لأن المستمعين "فهموا عبارة ... "كنس التراب" على أنها تعني أنهم بحاجة إلى قتل التوتسي". على نحو مماثل، في ألمانيا النازية، تم استخدام تعبيرات مخففة مثل الحل الأخير، والمعاملة الخاصة (زوندربيهاندلونج)، وإعادة التوطين في الشرق للإشارة إلى القتل الجماعي. وفقًا لويليام شاباس، فإن "تاريخ الإبادة الجماعية يُظهر أن أولئك الذين يحرضون على الجريمة يتحدثون بعبارات مخففة".

### التبرير
إن تبرير الفظائع المستمرة قد يعتبر تحريضاً على الإبادة الجماعية. على سبيل المثال، أكّد دعاة النازية مرارا وتكرارا لمرتكبي الجرائم المحتملين أن "المجازر، والتعذيب، ومسيرات الموت، والعبودية، وغيرها من الفظائع" تم تنفيذها بطريقة "إنسانية". وفقًا لما ذكره مايكل رايزمان، "في العديد من أبشع الجرائم الدولية، يعمل العديد من الأفراد المسؤولين عنها بشكل مباشر داخل عالم ثقافي يقلب أخلاقنا ويرفع أفعالهم إلى أعلى شكل من أشكال الدفاع الجماعي أو القبلي أو الوطني".

### مدح العنف في الماضي
قد يكون الثناء على مرتكبي الفظائع المكتملة شكلاً من أشكال التحريض. شكر جورج روجيو، المذيع في محطة (RTLM)، "المقاتلين الشجعان" الذين من المفترض أنهم يخوضون "معركة" ضد المدنيين التوتسي. وشكر وزير النقل إليعازر نييتيجيكا الميليشيات على "عملها الجيد".

### طرح الأسئلة
في الإبادة الجماعية في رواندا، كان من المفترض أن يساهم بث سيمون بيكيندي عبر مكبر الصوت إلى الميليشيات متسائلاً "هل قتلتم التوتسي هنا؟" في التوصل إلى نتيجة مفادها التحريض على الإبادة الجماعية.

### المرافعة المشروطة
في يناير 1994، كتب حسن نجيزي مقالاً جاء فيه أنه إذا هاجمت ميليشيات التوتسي البلاد، فلن يبقى منهم في رواندا أحد، ولا حتى شريك واحد. فكل الهوتو متحدون. ووجدت المحكمة الجنائية الدولية لرواندا أن هذا كان تحريضًا على الإبادة الجماعية، حتى وإن كان مشروطًا.

### الموازاة بين الهدف والمُتعاطف
أثناء الإبادة الجماعية، يتعرض أيضًا أعضاء المجموعة الأغلبية الذين يساعدون المجموعة المستهدفة أو يتعاطفون معها للاضطهاد. على سبيل المثال، أثناء الهولوكوست، تم قتل غير اليهود الذين أخفوا اليهود أو عارضوا الإبادة الجماعية ببساطة. في رواندا، تم تصنيف الهوتو الذين عارضوا الإبادة الجماعية على أنهم "خونة" وتم قتلهم. كما هدد محمود أحمدي نجاد المتعاطفين مع إسرائيل قائلاً: "أي شخص يعترف بإسرائيل سوف يحترق في نار غضب الأمة الإسلامية".

## التسبب في الإبادة الجماعية
وحسب سوزان بينيش، فإن أقوى الأدلة على وجود علاقة سببية بين التحريض والإبادة الجماعية نجدها في الحالات التي تشهد مشاركة مدنية واسعة النطاق في عمليات القتل (كما في رواندا أو الهولوكوست النازي) وحيث تعيش المجموعة المستهدفة جنباً إلى جنب مع مجموعة الأغلبية، الأمر الذي يتطلب موافقة تلك المجموعة لحدوث الإبادة الجماعية.  كتب فرانك تشالك وكورت جوناسون: "من أجل تنفيذ الإبادة الجماعية، كان يجب على الجاني دائمًا أولاً تنظيم حملة تعيد تعريف مجموعة الضحايا على أنهم لا قيمة لهم، خارج شبكة الالتزامات المتبادلة، يشكلون تهديدًا للشعب، خطاة فاسدين، و/أو دون البشر".
يعتبر لاري ماي أن التحريض على الإبادة الجماعية هو دليل على نية الإبادة الجماعية، وأن المحرضين (إلى جانب المخططين) مسؤولون بشكل أكبر عن الإبادة الجماعية الناتجة عن ذلك مقارنة بالمشاركين في القتل فقط. ويعتقد أن التحريض يجب أن يحاكم بقسوة أكبر من المشاركة غير القيادية لهذا السبب، ولأن "الجريمة المعنية ليست مجرد الفعل الفردي المتمثل في القتل أو الإيذاء، بل هي الجريمة الجماعية المتمثلة في نية تدمير مجموعة محمية".

## المعاهدات الدولية
بناءً على سابقة الداعية النازي يوليوس شترايخر، الذي أُدين بارتكاب جرائم ضد الإنسانية من قبل المحكمة العسكرية الدولية في عام 1946، فإن "التحريض المباشر والعلني على ارتكاب الإبادة الجماعية" محظور بموجب اتفاقية الإبادة الجماعية (1948)، المادة 3. أثناء المناقشة حول الاتفاقية، زعم المندوب السوفييتي أنه "من المستحيل أن يرتكب مئات الآلاف من الناس مثل هذا العدد الكبير من الجرائم ما لم يتم تحريضهم على القيام بذلك"، وأن المحرضين، "المسؤولين حقًا عن الفظائع المرتكبة"، يجب أن يواجهوا العدالة. وأيّد العديد من المندوبين مشروع قانون من شأنه تجريم الدعاية التي تحض على الكراهية حتى لو لم تدعو بشكل مباشر إلى العنف. وقد دعا مشروع الأمانة العامة إلى تجريم "جميع أشكال الدعاية العامة التي تميل بطبيعتها المنهجية والبغيضة إلى إثارة الإبادة الجماعية، أو تميل إلى جعلها تبدو وكأنها عمل ضروري أو مشروع أو مبرر". ومع ذلك، كانت الولايات المتحدة مترددة في تجريم التحريض على الإبادة الجماعية بسبب المخاوف بشأن حرية الصحافة، وعارضت أي أحكام يُنظر إليها على أنها واسعة النطاق للغاية ومن المرجح أن تنتهك حرية التعبير.
تحظر الاتفاقية الدولية للقضاء على جميع أشكال التمييز العنصري (1965) "كل نشر للأفكار القائمة على التفوق العنصري أو الكراهية العنصرية، والتحريض على التمييز العنصري، وكذلك كل أعمال العنف أو التحريض على مثل هذه الأعمال ضد أي عرق أو مجموعة من الأشخاص من لون أو أصل عرقي آخر". كما أن أحد المعاهدات التي تم التصديق عليها على نطاق واسع، وهو العهد الدولي الخاص بالحقوق المدنية والسياسية (1966)، يحظر أيضًا "الدعاية للحرب" و"الدعوة إلى الكراهية القومية أو العنصرية أو الدينية التي تشكل تحريضًا على التمييز أو العداء أو العنف" (وهو ما يتعارض مع مادة منفصلة تدعو إلى حرية التعبير). ومع ذلك، وفقاً لويلسون، فإن العديد من البلدان وقعت على هذه المعاهدات للحفاظ على واجهة من الاحترام لحقوق الإنسان في حين تنتهك أحكامها، وهناك قدر ضئيل من التنفيذ الدولي الفعال لحقوق الإنسان خارج المحكمة الأوروبية لحقوق الإنسان. ولم تُعقد أي محاكمات أخرى بتهمة التحريض على الإبادة الجماعية إلا بعد مرور ما يقرب من خمسين عامًا على التصديق على اتفاقية الإبادة الجماعية.
منذ عام 1998، أصبح التحريض على الإبادة الجماعية محظورًا أيضًا بموجب المادة 25 (3) (هـ) من نظام روما الأساسي للمحكمة الجنائية الدولية. وبحسب نظام روما الأساسي، فإن التحريض ليس "جريمة في حد ذاتها" وجريمة غير مكتملة، كما اعتبر في محاكمات سابقة، بل هو ببساطة أحد "أنماط المشاركة الجنائية في الإبادة الجماعية". يعتبر توماس ديفيز أن هذا التغيير يجعل من غير المرجح أن يتحمل الجاني المسؤولية عن التحريض.

## أحكام قضائية

### محاكمات نورمبرغ

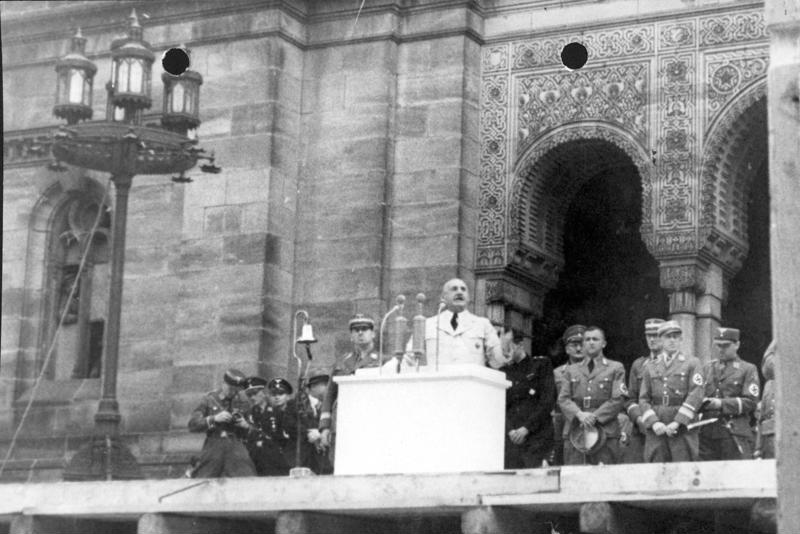
شترايخر في تجمع نورمبرج عام 1938 قبل تدمير كنيس هانز ساكس بلاتز

اعتُبِر يوليوس شترايخر، مؤسس ومحرر وناشر صحيفة "دير شتورمر"، مسؤولاً عن مقالات معادية للسامية، تُشير إلى اليهود باعتبارهم "طفيليين، وأعداء، ومجرمين، وناشرين للأمراض" أو "أسراب الجراد التي يجب إبادتها تمامًا". واصل شترايخر نشر مقالات معادية للسامية حتى بعد عِلْمه بالقتل الجماعي لليهود في الاتحاد السوفييتي المحتل. وقد زعم الادعاء أن "شترايخر ساعد من خلال دعايته في خلق الأساس النفسي اللازم لتنفيذ برنامج الاضطهاد الذي بلغ ذروته بقتل ستة ملايين رجل وامرأة وطفل". ولأن مقالات شترايخر "حرضت الشعب الألماني على الاضطهاد النشط" و"القتل والإبادة"، فقد أُدين بارتكاب جرائم ضد الإنسانية من قبل المحكمة العسكرية الدولية في عام 1946.
كان هانز فريتشه رئيس قسم الصحافة الألمانية في وزارة التتوير والدعاية العامة في حكومة يوزف غوبلز منذ عام 1938؛ وفي هذا المنصب أصدر تعليمات إلى الصحف الألمانية لإخبارها بما يجب أن تنشره. وبحسب ادعاء المحكمة العسكرية الدولية، فإنه "حرض وشجع على ارتكاب جرائم حرب من خلال تزوير الأخبار عمداً لإثارة المشاعر في الشعب الألماني التي دفعته إلى ارتكاب الفظائع". تمت تبرئة فريتشه لأن المحكمة "لم تكن مستعدة للقول بأن [برامجه الإذاعية] كانت تهدف إلى تحريض الشعب الألماني على ارتكاب الفظائع ضد الشعوب المحتلة". قال المدعي العام في نورمبرغ ألكسندر هاردي في وقت لاحق إن الأدلة التي لم تكن متاحة للادعاء في ذلك الوقت أثبتت أن فريتشه لم يكن على علم بإبادة اليهود الأوروبيين فحسب، بل "لعب أيضًا دورًا مهمًا في تحقيق [الجرائم النازية]"، وكان من الممكن أن يؤدي ذلك إلى إدانته. تم تصنيف فريتشه لاحقًا باعتباره من المجموعة الأولى (المجرمين الرئيسيين) من قبل محكمة اجتثاث النازية التي منحته أقصى عقوبة، وهي السجن لمدة ثماني سنوات.
لم تتم محاكمة أوتو ديتريش في محاكمة نورمبرغ الرئيسية، ولكن أُدين بارتكاب جرائم ضد الإنسانية في محاكمة الوزارات، إحدى محاكمات نورمبرغ اللاحقة. وفقًا لهاردي، كان ديتريش "أكثر من أي شخص آخر، مسؤولاً عن تقديم مبرر لتصفية اليهود إلى الشعب الألماني". وأشار هاردي إلى أن ديتريش لم يسيطر على صحيفة "دير ستورمر" فحسب، بل سيطر أيضًا على 3000 صحيفة أخرى و4000 دورية بتوزيع إجمالي يزيد عن 30 مليون نسخة. وقد أشار الحكم الصادر ضده إلى أنه قام "بحملة مدروسة ومتكررة ومستمرة لإثارة كراهية الشعب الألماني ضد اليهود" على الرغم من عدم وجود دعوات مباشرة للعنف من قبله.

### المحكمة الجنائية الدولية لرواندا
وجهت المحكمة الجنائية الدولية لرواندا اتهامات إلى ثلاثة أشخاص بالتحريض على الإبادة الجماعية في ما يسمى بقضية وسائل الإعلام في رواندا: حسن نجيزي، وفرديناند ناهيمانا، وجان بوسكو باراياغويزا. تمت إدانة الجميع. وأكد القضاة أن "قدرة وسائل الإعلام على خلق وتدمير القيم الإنسانية الأساسية تأتي مع مسؤولية كبيرة. وأولئك الذين يسيطرون على مثل هذه الوسائط مسؤولون عن عواقبها". وأشاروا إلى أنه "بدون سلاح ناري أو ساطور أو أي سلاح مادي، تسببتم في مقتل الآلاف من المدنيين الأبرياء". وتمكن المدعون العامون من إثبات أن دعوات "مباشرة" إلى الإبادة الجماعية كانت موجهة على الرغم من استخدام تعبيرات مخففة مثل "اذهب إلى العمل" للإشارة إلى قتل التوتسي. وبعد الاستئناف، تم إلغاء إدانة باراياغويزا لأنه لم يكن مسيطراً على وسائل الإعلام أثناء وقوع الإبادة الجماعية. ومع ذلك، لا يزال باراياغويزا مذنبًا بـ "التحريض على ارتكاب أعمال الإبادة الجماعية" والجرائم ضد الإنسانية.

### المحكمة الجنائية الدولية ليوغوسلافيا السابقة
ركزت المحكمة الجنائية الدولية ليوغوسلافيا السابقة على مقاضاة الجرائم الأخرى غير الإبادة الجماعية، لأنها تعتقد أن خطاب الكراهية الذي حدث أثناء الإبادة الجماعية في البوسنة لم يستوف المعيار القانوني للتحريض على الإبادة الجماعية. وُجّهت إلى السياسي الصربي فويسلاف شيشيلي اتهامات بارتكاب جرائم ضد الإنسانية، بما في ذلك "الدعاية للحرب والتحريض على الكراهية تجاه الأشخاص غير الصرب". أُدين السياسي الصربي رادوفان كاراديتش بتهمة "المشاركة في عمل إجرامي مشترك لارتكاب جرائم ضد الإنسانية على أساس خطاباته العامة وبرامجه الإذاعية". كما أُدين داريو كورديتش ورادوسلاف برجانين بارتكاب جرائم تستند إلى التحريض على العنف في الخُطب العامة.

### أحكام قضائية وطنية
في عام 2016، أدانت محكمة رواندية ليون موغيسيرا بتهمة التحريض على الإبادة الجماعية والتحريض على الكراهية العرقية بناءً على خطابه الذي ألقاه عام 1992.

## مكافحة التحريض
كان الهدف من إدراج التحريض في اتفاقية الإبادة الجماعية هو منع الإبادة الجماعية. وكما جاء في حكم "المدعي العام ضد كاليمانزيرا"، "إن الطبيعة غير المكتملة للجريمة تسمح بالتدخل في مرحلة مبكرة، بهدف منع وقوع أعمال الإبادة الجماعية". وذكر إروين كوتلر أن الجهود المبذولة لتطبيق اتفاقية الإبادة الجماعية في قضايا التحريض غير المكتملة "ثبت أنها غير كافية بشكل واضح". وبدلًا من ذلك، فإن مقاضاة التحريض بعد انتهاء الإبادة الجماعية قد يكون له تأثير رادع على أولئك الذين يخططون لارتكاب الجريمة، ولكن فعالية المحاكمات الجنائية الدولية كرادع أمر متنازع عليه. ومع ذلك، فإن الردع يكون أقل فعالية عندما يكون تعريف الجريمة محل نزاع وغير محدد.
بالإضافة إلى الملاحقات القضائية، من الممكن التدخل غير القضائي (يُطلق عليه "التدخل المعلوماتي") ضد التحريض، مثل التشويش على ترددات البث المستخدمة لنشر التحريض أو بث خطاب مضاد يدعو إلى مناهضة الإبادة الجماعية. يمكن إغلاق حسابات وسائل التواصل الاجتماعي ومواقع الويب التي تحث على الإبادة الجماعية وإزالتها من الإنترنت. ومع ذلك، يمكن للمُروّجين لها التحايل على هذه الأساليب من خلال إنشاء حسابات جديدة أو الانتقال إلى خدمة استضافة مختلفة. كبديل للرقابة الصريحة، طورت جوجل "طريقة إعادة التوجيه" التي تُعيد التوجيه إلى محتوى مُغاير.